# Igor' Svjatoslavič
Igor' Svjatoslavič (in russo Игорь Святославич?, in ucraino Ігор Святославич?; Novhorod-Sivers'kyj, 1151 – 1201/1202) è stato un principe russo di Severia.
Il suo nome di battesimo è Juri. Fu principe di Putyvl' (1164-1180), principe di Novhorod-Sivers'kyj  (1180-1198) e principe di Černigov (1198-1201/1202).
Una delle sue spedizioni contro i Cumani, (nota anche come la battaglia del fiume Kajaly) divenne il materiale per un poema epico nazionale, il Canto della schiera di Igor.

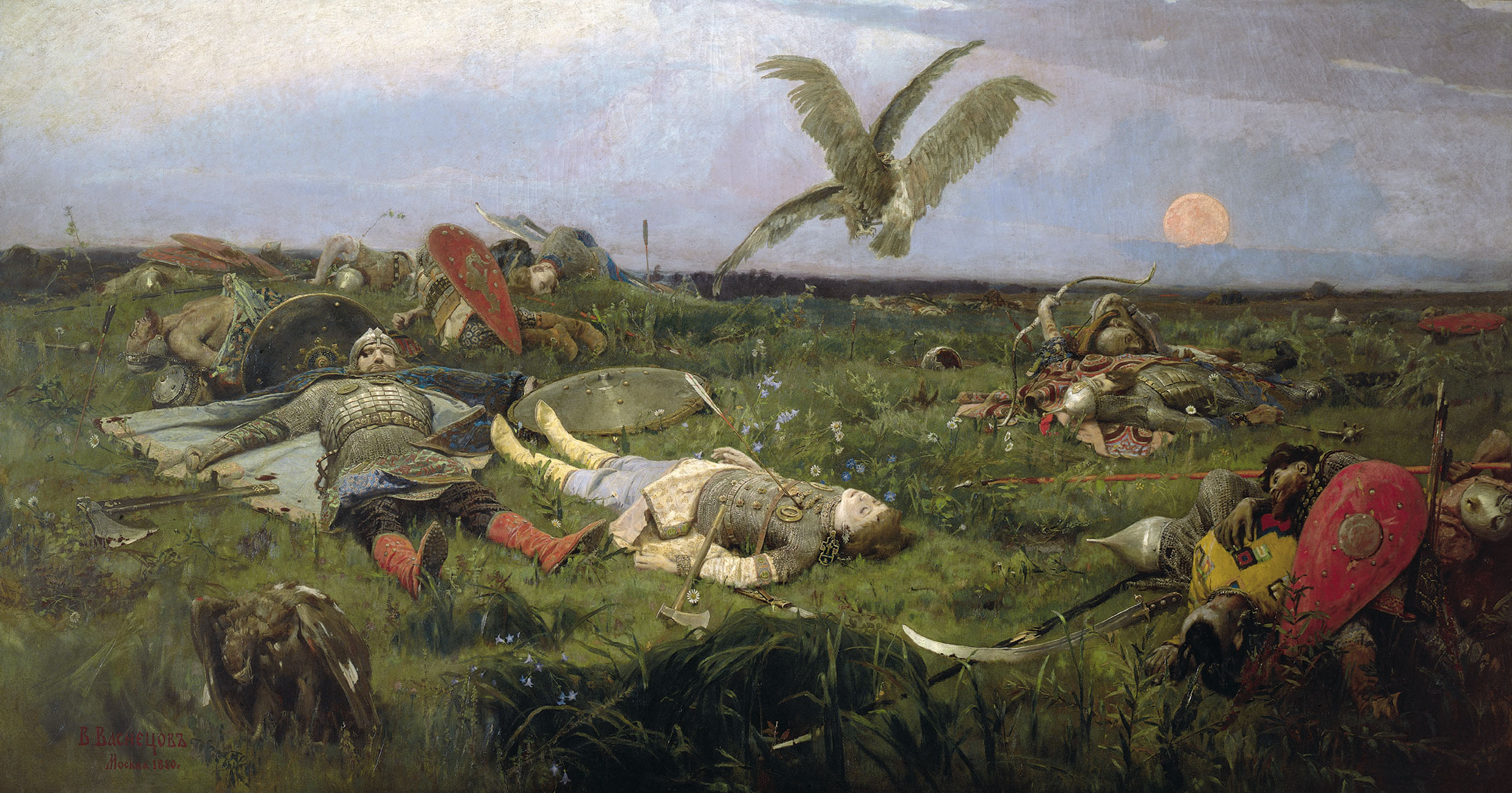
Il campo di battaglia tra Igor' Svjatoslavič e i Cumani, di Viktor Vasnetsov, 1889
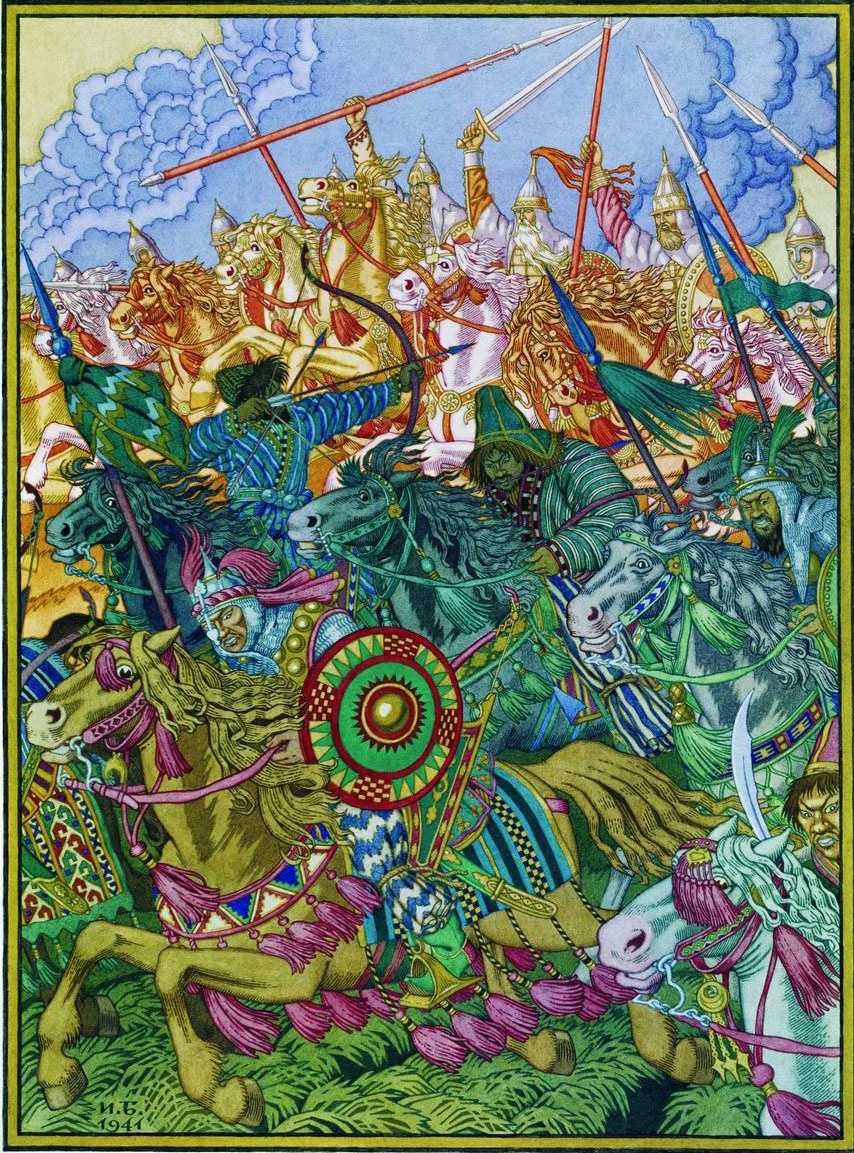
Illustrazione di Ivan Bilibin per Canto della schiera di Igor'